# Jesús Tereso Sánchez
Jesús Tereso Sánchez Rhasquim (Santa Teresa del Tuy, Venezuela, 27 de agosto de 1925-Ocumare del Tuy, 8 de julio de 2009) fue un cultor popular venezolano, y cacique mayor de la escolta de los indios coromotanos.
Fue fundador de la escolta de los indios coromotanos, tradición iniciada en Ocumare del Tuy en 1941, por monseñor Rafael Pérez de León, y también fundador de la Tropa de Boys Scouts de Ocumare del Tuy .

## Biografía
Hijo de don Genaro Sánchez y de doña Belén Rhasquim de Sánchez. Desempeñó los cargos de Semaforista, Contador del Banco Agrícola y Pecuario, Secretario General de la Prefectura de Lander, Los Salías, Carrizal y San Pedro de los Altos y Prefecto de Ocumare, igualmente fue Secretario General del Consejo del Distrito Lander y fue cofundador de la Tropa de Boys Scout de Ocumare del Tuy.
En 1947 contrajo matrimonio con Rosa Amelia Coriat, la cual le dio doce hijos.

## Labor como Cacique Mayor de los Indios Coromotanos
Dedicó 68 años de su vida al cultivo de una de las más importantes manifestaciones culturales de los Valles del Tuy: la escolta de los indios coromotanos, cada primer domingo de cuaresma Jesús Tereso se colocaba su penacho de plumas que pesaba aproximadamente 10 kilos y media unos 1,5 metros de altura, montaba su caballo y presidía a aproximadamente tres mil promeseros, quienes vestían y visten con ropajes indígenas en muestra de su fe hacia la Virgen de Coromoto, patrona de Venezuela, así se apostaban, y se apuestan, en la Iglesia de Ocumare del Tuy a celebrar la santa misa, y luego a escoltar a la figura de la patrona venezolana, en las famosas "carrozas" en honor a la virgen.
Esta tradición iniciada por él en 1941 fue declarada patrimonio cultural del estado Miranda en 2004, y gracias a su labor como cultor popular y Cacique Mayor de los Indios Coromotanos fue condecorado con la Orden Francisco de Miranda por el consejo legislativo del estado Miranda en 2008.

## Hijos y circunstancias de su fallecimiento
Con Rosa Amelia, su esposa, tuvo doce hijos, entre los cuales estaba Jeraul, quien era cantante y falleció de cáncer de pulmón, dejó además 25 nietos y 10 bisnietos.
A los 84 años, don Jesús Tereso Sánchez fallece en Ocumare del Tuy el 8 de julio de 2009.
Después de su muerte, la gobernación del estado Miranda, y la alcaldía del municipio Tomás Lander, declararon uno y tres días de duelo respectivamente por la pérdida de este cultor.